# ییتیش تی‌تی آیناو
ییتیش تی‌تی آیناُ (عبری: טיטי איינאו‎; امهری: ይታይሽ አየነው)(زادهٔ ۲۳ ژوئن ۱۹۹۱) مدل، شخصیت تلویزیونی و دارنده عنوان زیبایی اسرائیلی است که در سال ۲۰۱۳ تاج دوشیزه اسرائیل را بر سر گذاشت. او نخستین یهودی اتیوپیایی و فردی با میراث آفریقایی بود که این عنوان را به دست آورد. آیناو به‌عنوان دوشیزه اسرائیل، نماینده این کشور در رقابت‌های دوشیزه جهان ۲۰۱۳ بود، اما به رتبه‌ای دست نیافت.

## اوایل زندگی و تحصیلات
آیناُ در استان قندار در اتیوپی در یک خانواده یهودی اتیوپیایی از جامعه بتا اسرائیل زاده شد. خانواده او در اتیوپی فقیر بودند، اما آیناو دوران کودکی خود را «اغلب شاد» توصیف می‌کند. اندکی پس از تولدش، پدرش درگذشت و مادرش نیز زمانی که آیناو ده ساله بود، از دنیا رفت. او که حالا یتیم شده بود، همراه با برادرش یِلِک به اسرائیل مهاجرت کرد تا با پدربزرگ و مادربزرگش زندگی کند. آن‌ها در نتانیا ساکن شدند.
پس از ورود به اسرائیل، آیناو در تطبیق با فرهنگ اسرائیلی و یادگیری زبان عبری با دشواری‌هایی روبه‌رو شد؛ اما بعدها در این زمینه پیشرفت کرد. او در مدرسه به‌عنوان رئیس کلاس خدمت کرد، در مسابقات دوومیدانی شرکت نمود و یک مسابقه ملی فیلم‌سازی دانش‌آموزی را برنده شد. پس از فارغ‌التحصیلی از کفار هَنُعار هَداتی، آیناو خدمت سربازی اجباری در اسرائیل را آغاز کرد و به‌عنوان ستوان در سپاه پلیس نظامی اسرائیل خدمت نمود. پس از پایان خدمت، آیناو در یک فروشگاه لباس در نتانیا کار کرد. سپس در مرکز بین‌رشته‌ای هرتزلیا در هرتزلیا به تحصیل پرداخت.

## حرفه
آیناو فعالیت در رقابت‌های زیبایی را پس از آن آغاز کرد که یکی از دوستانش او را برای مسابقات دوشیزه اسرائیل ۲۰۱۳ ثبت‌نام کرد؛ در آن زمان، او هیچ تجربه‌ای در مدلینگ نداشت. او در فوریه ۲۰۱۳ برنده این مسابقه شد و به‌عنوان نخستین زن سیاه‌پوست اسرائیلی که به این عنوان دست یافت، مورد توجه ملی و بین‌المللی قرار گرفت. پیروزی او از سوی بسیاری از اعضای جامعه بتا اسرائیل به‌عنوان نشانه‌ای مثبت برای نمایندگی یهودیان سیاه‌پوست و به‌ویژه یهودیان اتیوپیایی در اسرائیل دیده شد. در دوران سلطنتش به‌عنوان دوشیزه اسرائیل، آیناو آگاهی را در مورد دشواری‌های یهودیان اتیوپیایی برای مهاجرت به اسرائیل افزایش داد و به چندین تن از بستگانش کمک کرد تا پس از چندین بار رد شدن درخواست‌های مهاجرتشان، به اسرائیل بیایند.

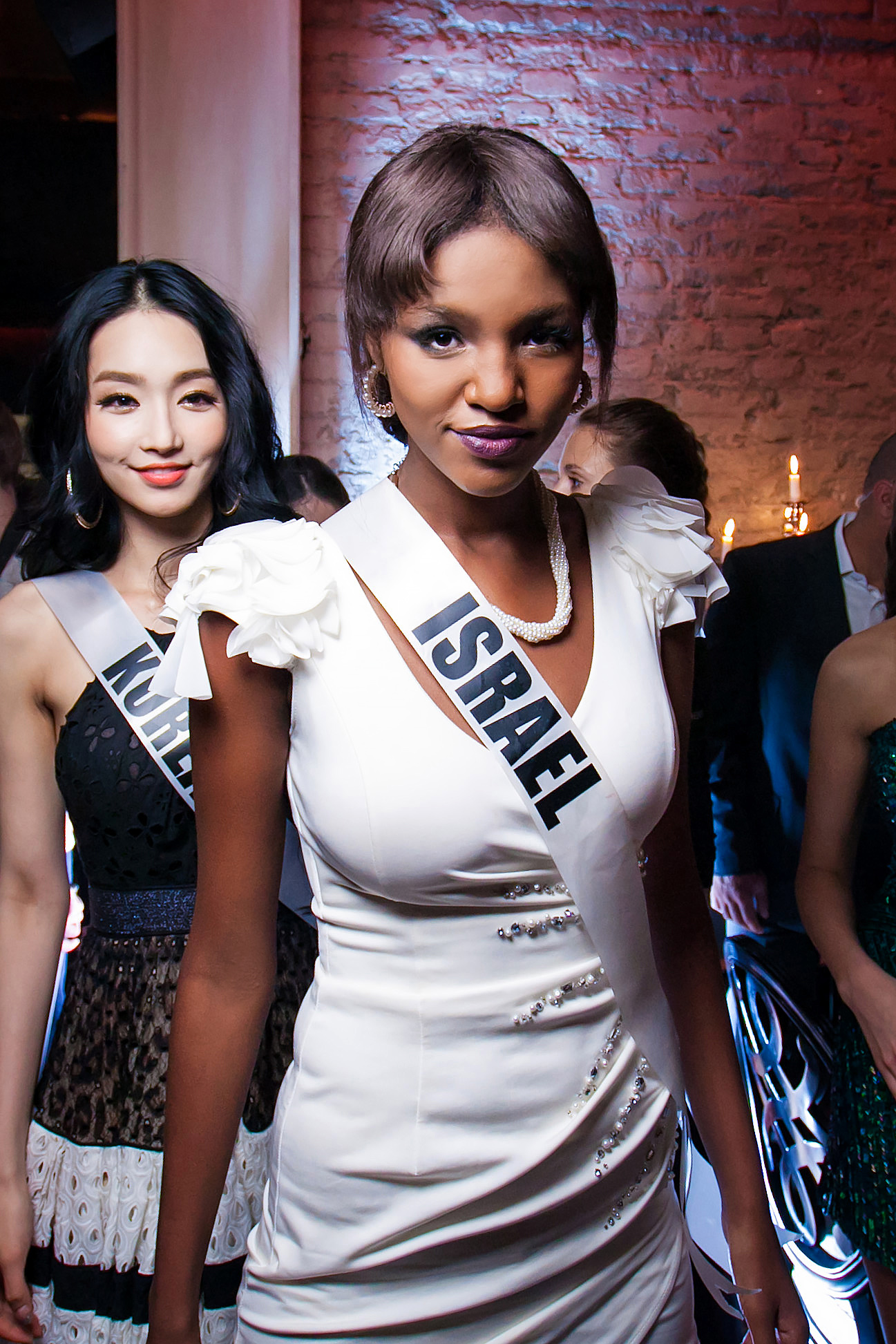
آیناو در دوشیزه جهان ۲۰۱۳ که در مسکو برگزار شد

پس از پیروزی، آیناو از سوی باراک اوباما برای شرکت در یک ضیافت با شیمون پرز دعوت شد؛ اوباما از آیناو تمجید کرد و او را «الگویی برای دیگران» خواند. آیناو نماینده اسرائیل در رقابت‌های دوشیزه جهان ۲۰۱۳ بود که در مسکو، روسیه برگزار شد، اما موفق به کسب رتبه‌ای نشد. او سپس از سوی جروزالم پست به‌عنوان سی‌ونهمین یهودی تأثیرگذار سال ۲۰۱۳ معرفی شد. پس از پایان دوران سلطنت خود، آیناو در مارس ۲۰۱۴ تاج را به مور مامان، جانشین خود در رقابت‌های دوشیزه اسرائیل ۲۰۱۴ سپرد.
در ۲۰۱۵، آیناو به‌عنوان شرکت‌کننده مشهور در بازمانده: هندوراس، فصل هفتم نسخه اسرائیلی بازمانده شرکت کرد. او در نهایت نایب‌قهرمان فصل شد و پس از لیرون «تیل‌تیل» اورفالی قرار گرفت. در ۲۰۱۶، آیناو کار روی تأسیس یک مرکز آموزشی هنری اجتماعی در نتانیا را برای حمایت از جوانان در معرض خطر آغاز کرد.

## زندگی شخصی
او در نتانیا، اسرائیل سکونت دارد.
آیناو در مصاحبه‌ای اظهار داشت که می‌خواهد در صنعت مد فعالیت کند، الگویی برای جامعه‌اش باشد و «خانواده‌ای بزرگ داشته باشد» تا بتواند «به فرزندانش تجربه‌ای بدهد که خود هرگز نداشته است».